# Цывинский, Генрих Фаддеевич
Генрих Фаддеевич Цывинский (31 января 1855, Вильно — 6 декабря 1938, Вильно) — русский военно-морской деятель, вице-адмирал (6 декабря 1910 года).

## Биография
Польский дворянин, католик.

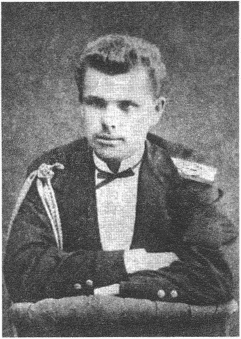
Гардемарин Г. Ф. Цывинский (1875)

Командир крейсера «Герцог Эдинбургский» капитан 1 ранга Г. Ф. Цывинский

На службе с 1872 года, окончил Морской корпус в 1875 году. гардемарином (считался тогда на положении офицера), мичман с 1876 года, минный офицер 1-го разряда с 1878 года, лейтенант с 1881 года, старший офицер крейсера «Владимир Мономах» с 1890 по 1892 годы, капитан 2-го ранга с 1891 года.
Командовал кораблями различного класса, неоднократно участвовал в кругосветных плаваниях; закончил механический факультет Военно-морской академии, в 1881 году защитил диссертацию на тему «Исследование вторичных свинцовых электроэлементов французского физика Планте». В 1895 году Цывинский выполнил секретную миссию на Босфоре. Прибыв в Турцию под видом туриста, он составил подробный план зоны проливов, сопроводив его детальными фотографиями.
В 1891 году награждён японским орденом Священного Сокровища и орденом Восходящего солнца 4-й степени, в 1894 году орденом Святого Станислава 2-й степени, в 1896 году орденом Святой Анны 2-й степени и серебряной медалью в память Царствования Императора Александра Третьего.
Командир клипера «Крейсер» в составе эскадры Тихого океана с 1896 по 1899 годы. В 1897 году награждён бронзовой медалью за труды, понесенные при проведении первой всероссийской переписи.
Капитан 1 ранга с 18 апреля 1899 года, в 1899 году награждён орденом Святого Владимира 4-й степени с бантом за 20 ежегодных кампаний, проведенных в офицерских чинах, командир крейсера «Герцог Эдинбургский» с 1901 по 1904 годы и крейсера «Генерал-адмирал» с 1904 по 1905 годы.
В 1902 году награждён французским орденом Почетного Легиона офицерского креста, с 1903 года командир 10-го флотского экипажа. В 1905 году командир 4-й (не отправленной в поход) тихоокеанской эскадры.
Переведен на Черноморский флот как командир отдельного практического отряда Черноморского флота (1906—1908 годы). В 1906 году получил звание контр-адмирала. Руководитель морских артиллерийских опытов, выявивших большую неточность таблиц для стрельбы. В 1906 году Г. Ф. Цывинский участвует в судебном разбирательстве по делу вице-адмирала З. П. Рожественского.
С 1910 году — Главный инспектор минного дела во флоте. В ноябре 1911 года никогда и ничем не болевший адмирал был уволен в отставку «по болезни».
С 1912 года Г. Ф. Цывинский — председатель совета командиров строящихся кораблей. С 1921 года — преподаватель минного дела в морской академии РККФ.
В эмиграции (с 1922 года) — вице-адмирал польского флота и директор гимназии-интерната в Вильно (той самой, которую он закончил за полвека до этого).
Похоронен на Бернардинском кладбище Вильнюса.

## Семья
Старший сын, Цывинский Евгений (1884—1905), мичман. Первоначально назначен в состав эскадры Рожественского на крейсер «Адмирал Нахимов». По просьбе отца переведен на эскадренный броненосец «Бородино» командиром 6-дюймовой башни. Погиб в Цусимском сражении.
Младший сын, Цывинский Георгий, мичман, 3-й вахтенный офицер на крейсере «Паллада». Погиб в 1914 году при взрыве корабля, торпедированного германской подводной лодкой.
Старшая дочь Наталия.
Младшая дочь Ольга.